# Gia Lăng
Gia Lăng (chữ Hán giản thể: 嘉陵区, âm Hán Việt: Gia Lăng khu) là một quận thuộc địa cấp thị Nam Sung, tỉnh Tứ Xuyên, Cộng hòa Nhân dân Trung Hoa. Quận này có diện tích 1170 ki-lô-mét vuông, dân số năm 2002 là 660.000 người. Về mặt hành chính, quận này được chia thành 21 trấn 27 hương.
- Trấn: Hỏa Hoa, Kim Bảo, Lý Bá, Long Bàn, Song Quế, Tây Hưng, Đại Thông, An Bình, Kim Phượng, Khúc Thủy, Lý Độ, Cát An, An Phúc, Tập Phượng, Tam Hội, Long Lĩnh, Nhất Lập, Thế Dương, Yến Gia, Văn Phong, Long Tuyền.
- Hương: Thái Hòa, Lễ Nhạc, Đại Hưng, Mộc Lão, Diêm Khê, Di Sơn, Thổ Môn, Bạch Gia, Thiên Tinh, Đại Quan, Tân Miếu, Đào Viên, Song Điếm, Tích Thiện, Hoa Hưng, Đại Đồng, Kiều Long, Long Trì, Bát Giác, Thạch Lâu, Đại Thụ, Hà Tây, Dương Khẩu, Tân Trường, Lâm Giang, Hòa Bình, Cự Thạch.